# Daniel Abugattás
Daniel Fernando Abugattás Majluf (Arequipa, 14 de abril de 1955 – Lima, 22 de janeiro de 2025) foi um administrador, advogado e político peruano, congressista da República de 2006 a 2016. Foi o Presidente do Congresso do Peru, desde o 26 de julho de 2011 até o 26 de Julho de 2012. Como membro do Partido Nacionalista Peruano serviu de porta-voz de Ollanta Humala durante as eleições gerais do Peru em 2006 e as eleições gerais no Peru em 2011.

## Biografia
De origem palestina, estudou ciências sociais na Pontifícia Universidade Católica do Peru durante três anos e direito, de 1973 a 1976. Na Universidade Autônoma Metropolitana Unidade Xochimilco no México estudou seu mestrado em direito econômico de 1980 a 1982.
Serviu desde 1981 como gerente geral de muitas empresas.

## Carreira política
Daniel Abugattás conheceu Ollanta Humala em dezembro de 2005 e a partir daí trabalharam juntos tendo como objetivo vencer as eleições de 2006. Nos primeiros meses, Abugattás cumpriu seu trabalho como porta-voz da candidatura de Humala à presidência.
Humala substituíu Abugattás como seu porta-voz. Abugattás, nas eleições gerais do Peru de 2006 foi eleito como Congressista da República durante o período 2006-2011.
Começou seu trabalho parlamentar como Presidente da comissão de produção, Micro e Pequena Empresa, alcançando aprovar vários projetos de lei, alguns deles por unanimidade. Humala lhe deu o trabalho de organizar seu partido depois das eleições, conseguindo em menos de um ano 32 mil militantes e abrindo bases nacionalistas no 70% do território nacional (até 2008).
Recebeu a confiança do Congresso para presidir a comissão pesquisadora dos "Escândalos Petrogate", onde cumpriu um papel importante no esclarecimento dos atos de corrupção.

### Presidente do Congresso
Foi reeleito como Congressista da República nas eleições gerais no Peru em 2011 pelo seu partido, o Partido Nacionalista Peruano, e foi eleito Presidente do Congresso para o período 2011 - 2012.
Em setembro de 2011, executou a primeira reunião descentralizada do Congresso na cidade de Ica.
Recebeu muitas críticas pelas contratações que realizaou no Congresso, entre estas, aquela da excongressista Nancy Obregón como conselheira de participação cidadã.

## Morte
Abugattás morreu em 22 de janeiro de 2025, aos 69 anos.